# 陳邁
陳邁（1930年5月—2019年4月11日），上海人，祖籍浙江杭州，1949年隨國民政府遷臺，於臺灣、瑞士與美國等地學習建築，曾任教於臺灣數所大學的建築學系，並與建築師費宗澄合夥成立「宗邁建築師事務所」，承接多項公共建築興造工事。

## 生平
祖籍浙江杭州，1930年生於上海，1949年赴臺灣，1951年進入屏東東港空軍官校受訓，空軍退役後進入鵬程建築師事務所當學徒，學習各項建築事務。1956年26歲時考進國立成功大學工商管理系，30歲時轉讀成功大學建築系，後續到瑞士聯邦理工學院、美國麻省理工學院建築系留學。1968年，與同在美國的李祖原、費宗澄等七位建築師組織建築團體「Atlier Cambridge」，於日本大阪世界博覽會中國館的競圖獲得首獎，奠定與費宗澄合作的契機。1974年11月正式與就讀成功大學時的同學費宗澄合創宗邁建築師事務所。2004年推動成立「建築改革社」促進臺灣建築業界的改革，任第一屆社長，於2014年獲得財團法人國家文化藝術基金會頒發的第十八屆國家文藝獎。2019年4月因肺炎病逝，享壽89歲，5月獲總統蔡英文明令褒揚，全文如下：

　　資深建築師陳邁，軒秀瑋奇，果毅端方。少歲隻身來臺，流離寒躓，砥志礱習，卒業國立成功大學建築工程學系；嗣負笈歐美，獲麻省理工學院建築碩士學位，潛脩研幾，閎覽博練。遄返開辦建築師事務所，儲訓設計規劃人才，提攜培植秀異後進，尤以《曾文青年活動中心》、《國立自然科學博物館》、《高鐵嘉義站與臺南站》等經典作品稱詠，體大思精，自出胸臆。復長期於國內知名大學任教，創置「建築改革社」，力促校際學術合作，提升執業服務品質；豐厚建築教育內涵，推動專技考試興革，啟瀹陶鈞，默化薪傳；燒犀觀火，謨慮籌運。平居眷注重大公共建築，殫智國際競圖評審；援引先進合宜法規，參訂完善施工準則，卓識洞見，遠矚高瞻。曾獲頒中華民國傑出建築師獎暨建築金獎、國家文藝獎等殊榮。綜其生平，形塑臺灣建築文化典範，彰顯時代藝術美學價值，弘聲茂績，望尊泰斗；遺風遐緒，蓬島芳垂。遽聞溘然辭世，悼惜良殷，應予明令褒揚，用示政府篤念才彥之至意。

總　　　統　蔡英文　　　　

行政院院長　蘇貞昌　　　　

## 職業生涯
建築教學方面，從成功大學畢業後留校任助教兩年，從美國麻省理工學院建築系畢業後於波士頓工作，後返回臺灣後專任東海大學四年並兼職漢光建築師事務所的工作，之後在東海大學、中原大學、國立臺北科技大學、國立臺灣科技大學兼任教職近二十年。
建築設計方面，陳邁和費宗澄共同創立的宗邁建築師事務所執業四十年間，設計之建築類型包括大型教學醫院、大型體育設施、智慧型辦公大樓、集合住宅、軟體工業園區、高速鐵路站、捷運站、航空站、高科技廠房與實驗室，以及博物館等。

## 建築風格
堅持建築必須具備結構上的合理性，從早年學生時代的幾個作品到成立宗邁建築師事務所之前的溪頭竹廬，再到宗邁成立後的所有作品，都可以讀到對現代建築的核心價值的重視，也就是建築技術所延伸的構造必須被忠實呈現，所有的細部設計都是為了解決問題，不應該只因形式需要而產生不必要的裝飾。

## 主要建築作品
- 天主教大專青年活動中心（1962）[5]
- 曾文青年活動中心（1976）[1]
- 亞洲水泥花蓮廠行政中心（1979）
- 國立清華大學綜合大樓（1981）
- 林口中正運動公園體育館（1987）
- 國立自然科學博物館（1993）[5]
- 天母棒球場（1999）[1]
- 新莊體育館（2002）[1]
- 南港軟體園區二期（2004）[5]
- 臺灣高速鐵路嘉義站暨臺南站（2007）[5]
- 彰化師範大學寶山校區教學大樓（2012）[5]
- 上海麗嬰房總部辦公大樓（2013）[5]

## 外部連結
- 陳邁建築師 紀事 （页面存档备份，存于）